# Championnat régional de Litoral de rugby à XV
Le Championnat régional de Litoral de rugby à XV ou Torneo del Litoral ou Torneo Regional del Litoral (TRL) est une compétition annuelle de rugby à XV organisée par la Fédération argentine de rugby.

## Histoire
La compétition a débuté en 2000 et comprend des clubs de la région de Rosario, Santafesina et Entreriana. C'est l'un des 7 tournois de qualification pour le Nacional de Clubes et le Tournoi de l'Intérieur.

## Format
Le format du tournoi change au fil des ans et est réservé en 2014 à 12 équipes qui disputent un championnat dont les 8 premiers sont qualifiés pour la Zona Campeonato alors que les 4 derniers se retrouvent dans la Zona Reclasificacion.

## Liste des clubs
| Club                                    | Ville    |
| --------------------------------------- | -------- |
| Duendes Rosario                         | Rosario  |
| Club Universitario Rosario              | Rosario  |
| Jockey Club Rosario                     | Rosario  |
| Santa Fe Rugby                          | Santa Fe |
| Club Rugby Atenao Immaculada (C.R.A.I.) | Santa Fe |
| C.A. Estudiantes                        | Paraná   |
| Gimnasia y Esgrima Rosario              | Rosario  |
| Logaritmo                               | Santa Fe |
| Old Resian                              | Rosario  |
| Club Atletico Provincial                | Rosario  |
| Santa Fe R.C.                           | Santa Fe |
| Circulo Rafaelino de Rugby              | Rafaela  |
| Club Universitario Santa Fe             | Santa Fe |

## Palmarès
| Saison | Vainqueur                  | Score                                          | Finaliste                    |
| ------ | -------------------------- | ---------------------------------------------- | ---------------------------- |
| 2000   | Duendes Rosario            | Round-robin                                    | Jockey Club Rosario          |
| 2001   | Jockey Club Rosario        | 26 - 25                                        | Duendes Rosario              |
| 2002   | Duendes Rosario            | Round-robin                                    | Jockey Club Rosario          |
| 2003   | Gimnasia y Esgrima Rosario | 17 - 15                                        | Club Universitario Rosario   |
| 2004   | Gimnasia y Esgrima Rosario | 14 - 10                                        | Jockey Club Rosario          |
| 2005   | Club Universitario Rosario | 30 - 29                                        | Duendes Rosario              |
| 2006   | Duendes Rosario            | 29 - 12                                        | Jockey Club Rosario          |
| 2007   | Duendes Rosario            | 16 - 12                                        | Jockey Club Rosario          |
| 2008   | Santa Fe Rugby             | 21 - 13                                        | Club Rugby Atenao Immaculada |
| 2009   | Club Universitario Rosario | 11 - 6                                         | Jockey Club Rosario          |
| 2010   | Duendes Rosario            | Round-robin                                    | Santa Fe Rugby               |
| 2011   | Duendes Rosario            | Round-robin                                    | Jockey Club Rosario          |
| 2012   | Duendes Rosario            | Round-robin                                    | Santa Fe Rugby               |
| 2013   | Duendes Rosario            | 36 - 10                                        | Jockey Club Rosario          |
| 2014   | Duendes Rosario            | Round-robin                                    | Jockey Club Rosario          |
| 2015   | Duendes Rosario            | Round-robin                                    | Club Rugby Atenao Immaculada |
| 2016   | Duendes Rosario            | 40 - 31                                        | Old Resian                   |
| 2017   | Jockey Club Rosario        | 37 - 36                                        | Duendes Rosario              |
| 2018   | Duendes Rosario            | Round-robin                                    | -                            |
| 2019   | Old Resian                 | Round-robin                                    | -                            |
| 2020   |                            | Non disputé à cause de la pandémie de Covid-19 |                              |
| 2021   | Duendes Rosario            | Round-robin                                    | -                            |
| 2022   | Gimnasia y Esgrima Rosario | Round-robin                                    | -                            |
| 2023   | -                          | Round-robin                                    | -                            |

## Bilan
| Club                       | Titre(s) | Premier(s) - Dernier(s) |
| -------------------------- | -------- | ----------------------- |
| Duendes Rosario            | 13       | 2000-2021               |
| Gimnasia y Esgrima Rosario | 3        | 2003-2022               |
| Club Universitario Rosario | 2        | 2005-2009               |
| Jockey Club Rosario        | 2        | 2001-2017               |
| Santa Fe Rugby             | 1        | 2008                    |
| Old Resian                 | 1        | 2019                    |